# یوشیاکی شیموجو
یوشیاکی شیموجو (انگلیسی: Yoshiaki Shimojo؛ زادهٔ ۱۰ مهٔ ۱۹۵۴) بازیکن فوتبال اهل ژاپن است.
از باشگاه‌هایی که در آن بازی کرده‌است می‌توان به باشگاه فوتبال یوکوهاما مارینوس اشاره کرد.